# (18668) Gottesman
(18668) Gottesman (1998 FU62) – planetoida z pasa głównego asteroid okrążająca Słońce w ciągu 4,6 lat w średniej odległości 2,76 j.a. Odkryta 20 marca 1998 roku.